# Ommatius marginellus
Ommatius marginellus là một loài ruồi trong họ Asilidae. Ommatius marginellus được Fabricius miêu tả năm 1781.